# Emmotum orbiculatum
Emmotum orbiculatum är en tvåhjärtbladig växtart som först beskrevs av George Bentham, och fick sitt nu gällande namn av John Miers. Emmotum orbiculatum ingår i släktet Emmotum och familjen Icacinaceae. Inga underarter finns listade i Catalogue of Life.